# Run batted in
Run batted in (RBI) of binnengeslagen punt is een term in het honkbal die betekent dat door het aan slag zijn van een speler, een teamgenoot de thuisplaat heeft bereikt en zo een punt heeft gescoord. Het punt komt dan op het conto van de aan slag zijnde speler.
In een aantal gevallen wordt het punt niet op het conto van de aan slag zijnde speler bijgeschreven:
- de slagman slaat zo dat er een dubbelspel plaatsvindt, maar een derde honkloper scoort in de tussentijd wel een punt
- bij een punt gescoord door een wilde worp, wat wil zeggen dat de werper de bal zo gooit dat de catcher hem niet kan vangen en een honkloper de thuisplaat kan bereiken.
- de honkloper scoort door een fout van de werper

Samen met het slaggemiddelde en het OBP (on base percentage) is het RBI een van de belangrijkste statistieken die in het moderne honkbal gebruikt worden om de prestaties van een speler te beoordelen.
Het recordaantal binnengeslagen punten in een spelerscarrière staat op naam van Hank Aaron met 2297 RBI. 